# Guingamp
Guingamp (in bretone Gwengamp) è un comune francese di 8 196 abitanti situato nel dipartimento delle Côtes-d'Armor nella regione della Bretagna.
Fu capitale della contea (poi ducato) di Penthièvre. La città vanta un'interessante storia, testimoniata da numerosi edifici ubicati nel centro storico, tra cui i resti di ben tre castelli. Oltre agli aspetti storici, è rinomata turisticamente per il Festival di Saint Loup, che annovera la presenza di artisti musicali provenienti dalle cosiddette nazioni celtiche.
Il suo territorio è bagnato dal fiume Trieux.

## Società

### Evoluzione demografica
Abitanti censiti

## Amministrazione

### Gemellaggi
- Shannon Town
- Urbino

## Sport
Guingamp è nota a livello nazionale ed anche fuori dai confini francesi per la squadra di calcio, l'En avant de Guingamp. Nonostante le ridotte dimensioni dell'abitato, la compagine rosso-nera milita e ha militato svariate volte nella Ligue 1, scrivendo inoltre un'importante pagina di storia sportiva il 9 maggio 2009, battendo contro ogni pronostico in finale di Coppa di Francia il ben più quotato Rennes per 2-1. Al tempo, tra l'altro, il Guingamp al contrario dei rivali non giocava nemmeno in Ligue 1, bensì nella serie cadetta.